# 大希爾申施泰因山

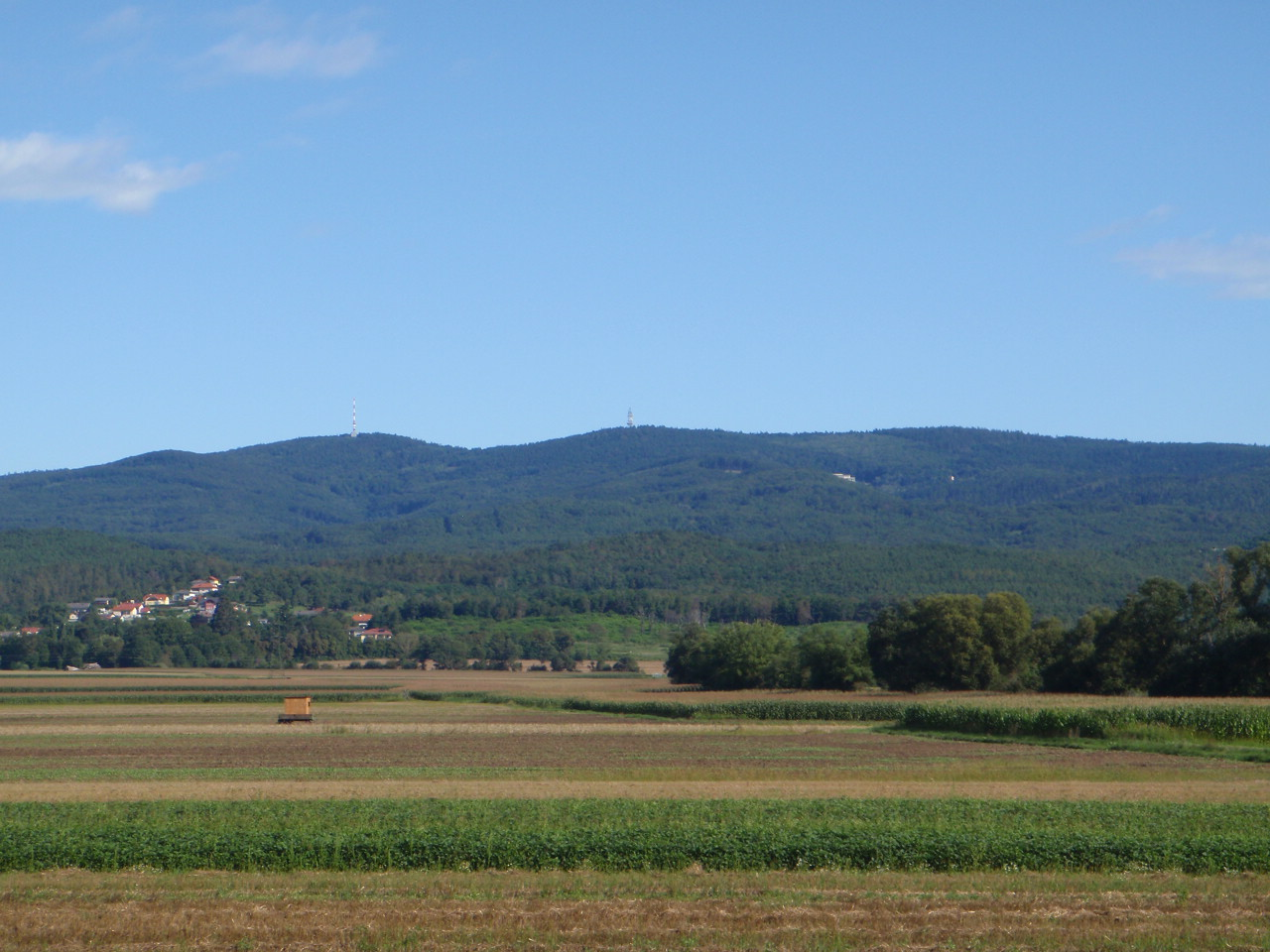

47°20′43″N 16°22′45″E / 47.34528°N 16.37917°E
大希爾申施泰因山（德語：Großer Hirschenstein），是奧地利的山峰，位於該國東部，由布爾根蘭州負責管轄，屬於克塞格山脈的一部分，距離蓋施里本施泰因山4公里，海拔高度862米，每年平均降雨量1,139毫米。